# Alvise Pisani
Alvise Pisani (Veneza, 1 de janeiro de 1664 – Veneza, 17 de junho de 1741) foi o 114.º Doge de Veneza, cargo que ocupou entre 17 de janeiro de 1735 e a data da sua morte. Antes da sua eleição, fora um diplomata de carreira, servindo como embaixador de Veneza em França, Áustria, e Espanha; foi também conselheiro de doges anteriores. Foi sucedido por Pietro Grimani.